# ДРГ «Единый Кавказ»
ДРГ «Единый Кавказ» (укр. Диверсійно-розвідувальна група «Єдиний Кавказ») (ранее Мусульманский корпус «Кавказ») — кавказское мусульманское добровольческое боевое подразделение, сформированное в 2022 году. Участвует в российско-украинской войне на стороне Украины.

## История
МК «Кавказ» сформирован в 2022 году в ходе вторжения России на Украину и включён в состав сил самообороны Украины.
По официальным данным, он был создан по инициативе выходцев с Кавказа, исповедующих ислам и проживающих на территории Украины. Основная их часть - военнослужащие украинской армии, принимавшие участие в боевых действиях на Донбассе в 2014—2016 годах.
Корпус пополняется не только мусульманами из числа выходцев с Кавказа, но и мусульманами других национальностей, проживающими на территории Украины. Он действует во всех зонах боевых действий.
По словам его командира, он набран в основном из граждан Украины:

«Мы, бойцы Кавказского мусульманского корпуса, обязаны сражаться в этой войне во имя Украины, потому что мы — граждане Украины и должны защищать территориальную целостность и народ своей страны. Корпус подконтрольный украинским вооруженным силам состоит из мусульман, которые хотят участвовать в этой войне».

Командир корпуса также обратился к мусульманам, воюющим в составе Вооружённых сил России против Украины: 

 «Одумайтесь, ведь вы — продолжатели рода ваших достойных предков. Если вы не можете встать на сторону Украины и помочь нам в этой войне, по крайней мере, отойдите в сторону и не вмешивайтесь. Вы можете помочь нам своими молитвами. Будьте на стороне справедливости».